# Irina Jurjewna Dsjuba
Irina Jurjewna Dsjuba (russisch Ирина Юрьевна Дзюба; * 16. Dezember 1980 in Nowosibirsk) ist eine russische Rhythmische Sportgymnastin.
Sie nahm an den Olympischen Sommerspielen 1996 teil, bei denen sie in der Rhythmischen Sportgymnastik im Mannschaftsmehrkampf mit Jewgenija Botschkarjowa, Julija Iwanowa, Angelina Juschkowa, Jelena Kriwoschei und Olga Schtyrenko die Bronzemedaille gewann. Bei der Weltmeisterschaft 1995 gewann Dsjuba ebenfalls eine Bronzemedaille.